# Le Molay-Littry
Le Molay-Littry ist eine französische Gemeinde im Département Calvados in der Region Normandie mit 3.092 Einwohnern (Stand: 1. Januar 2022). Le Molay-Littry gehört zum Arrondissement Caen und zum Kanton Trévières. Die Bewohner werden Molystriens genannt.

## Geografie
Die Gemeinde liegt am östlichen Rand des Naturschutzgebietes Wald von Cerisy, 13 km westlich der Stadt Bayeux und 20 km nordöstlich von Saint-Lô. An der östlichen Gemeindegrenze verläuft das Flüsschen Tortonne, das hier auch noch Moulin Ouf genannt wird. Umgeben wird Le Molay-Littry von den Nachbargemeinden Saonnet und Saon im Norden, Le Breuil-en-Bessin im Norden und Nordosten, Crouay im Nordosten, Le Tronquay im Osten, Montfiquet im Süden, Cerisy-la-Forêt im Süden und Südwesten, Tournières im Westen und Südwesten sowie Saint-Martin-de-Blagny im Westen und Nordwesten.
Der Bahnhof der Gemeinde liegt an der Bahnstrecke Mantes-la-Jolie–Cherbourg.

## Bevölkerungsentwicklung
| 1962 | 1968 | 1975 | 1982 | 1990 | 1999 | 2006 | 2012 |
| ---- | ---- | ---- | ---- | ---- | ---- | ---- | ---- |
| 1630 | 1576 | 2302 | 2522 | 2584 | 2657 | 2950 | 3080 |

## Sehenswürdigkeiten
- Kirche Saint-Clair in Le Molay, 1862 erbaut
- Kirche Saint-Germain in Littry

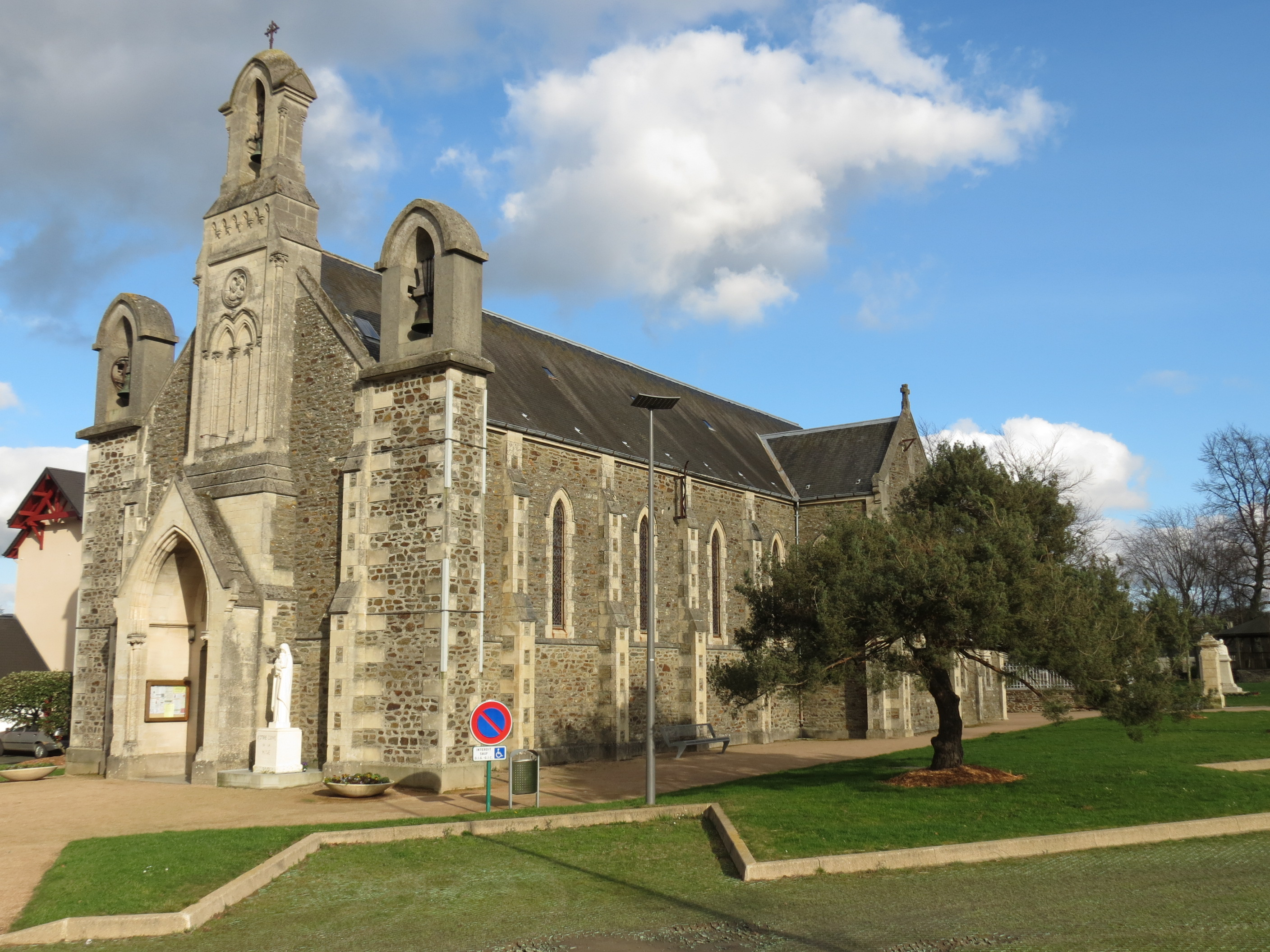
Kapelle der Mine
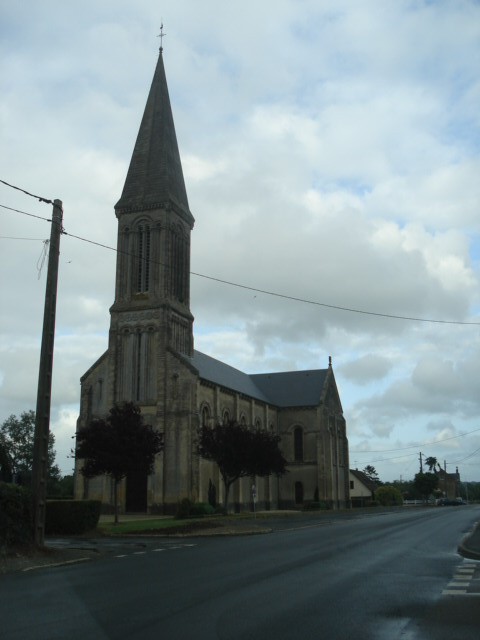
Kirche Saint-Clair
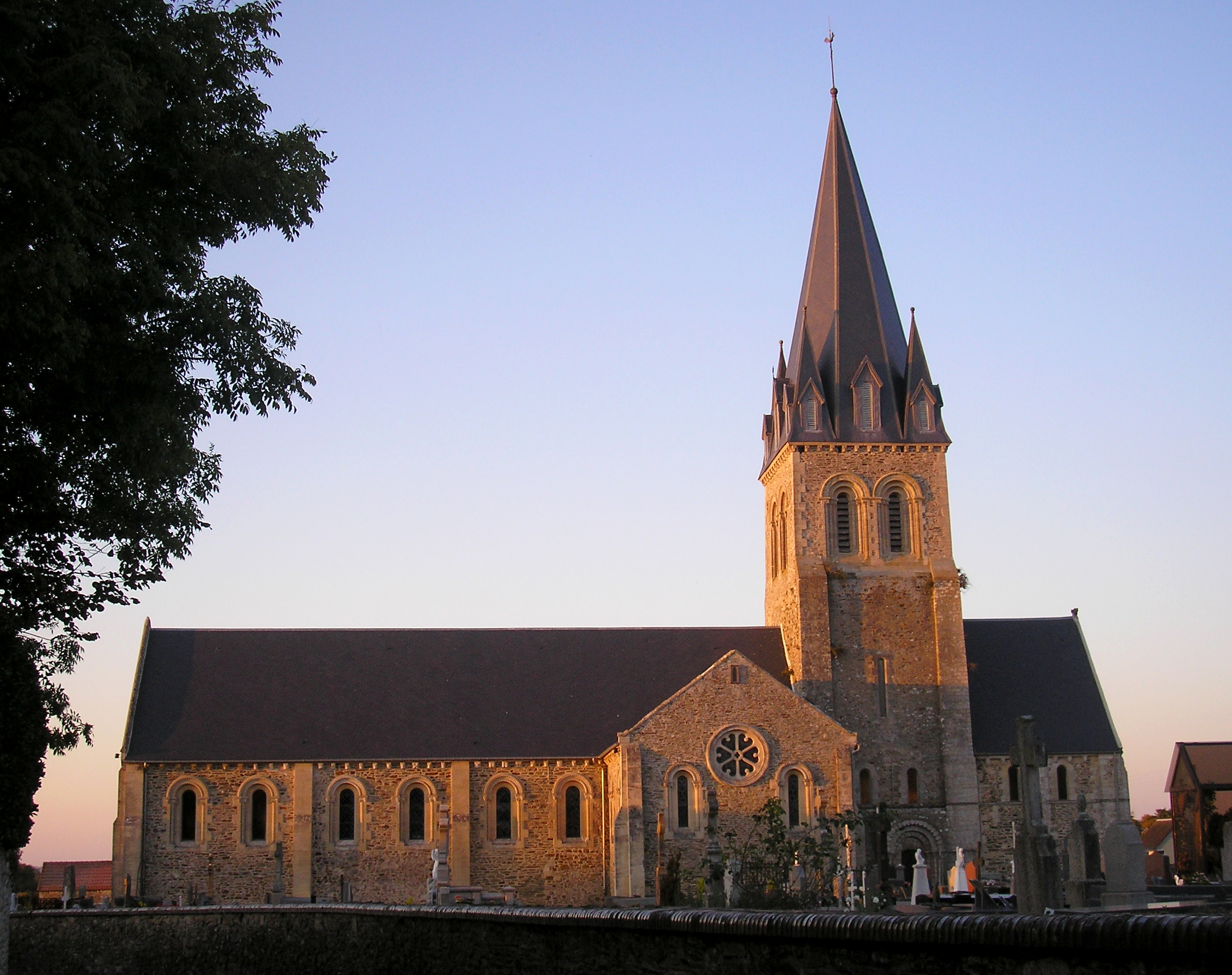
Kirche Saint-Germain
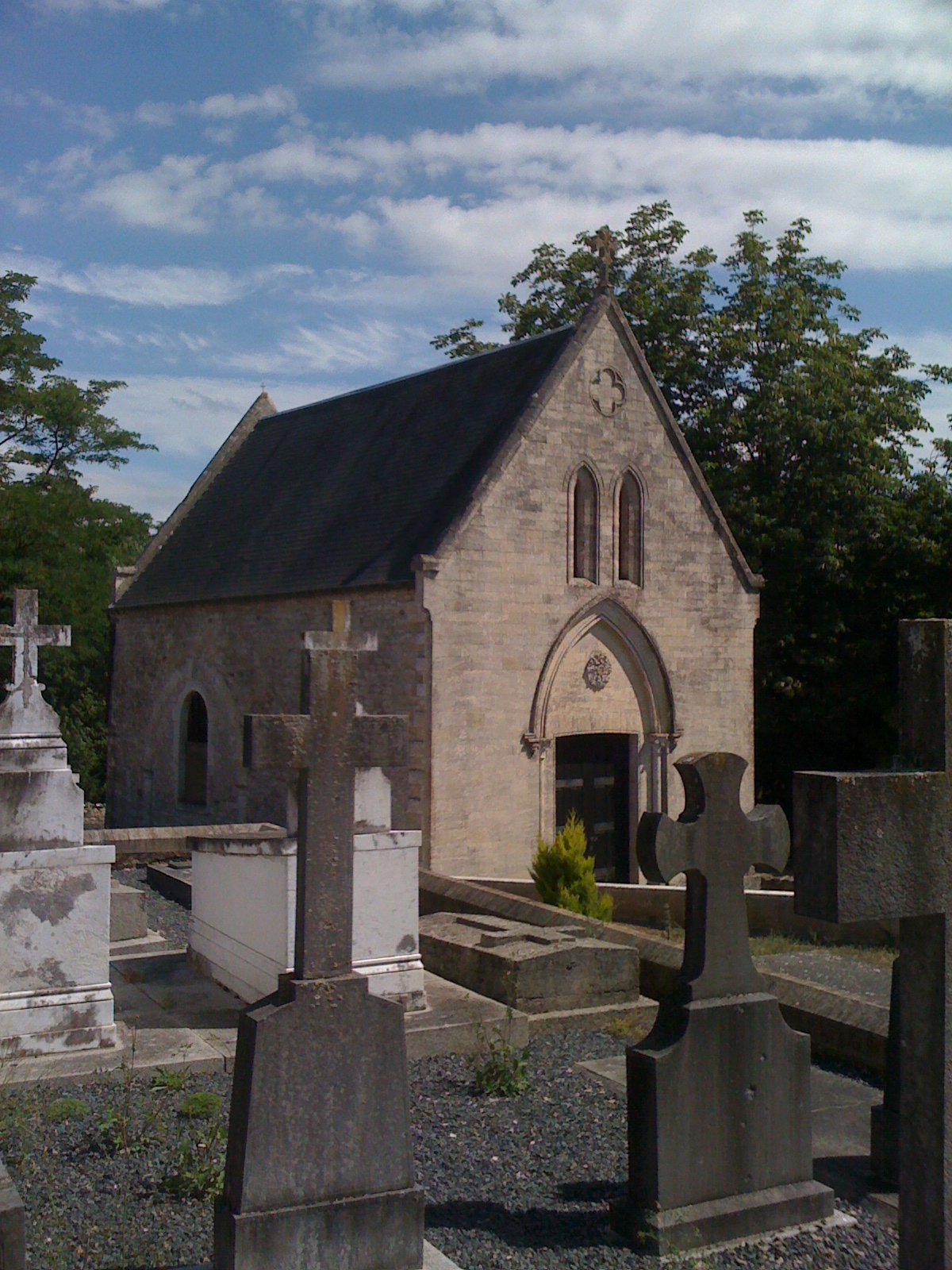
Kapelle Saint-Nicolas in Le Molay, im 12. Jahrhundert erbaut
- Schloss Le Molay
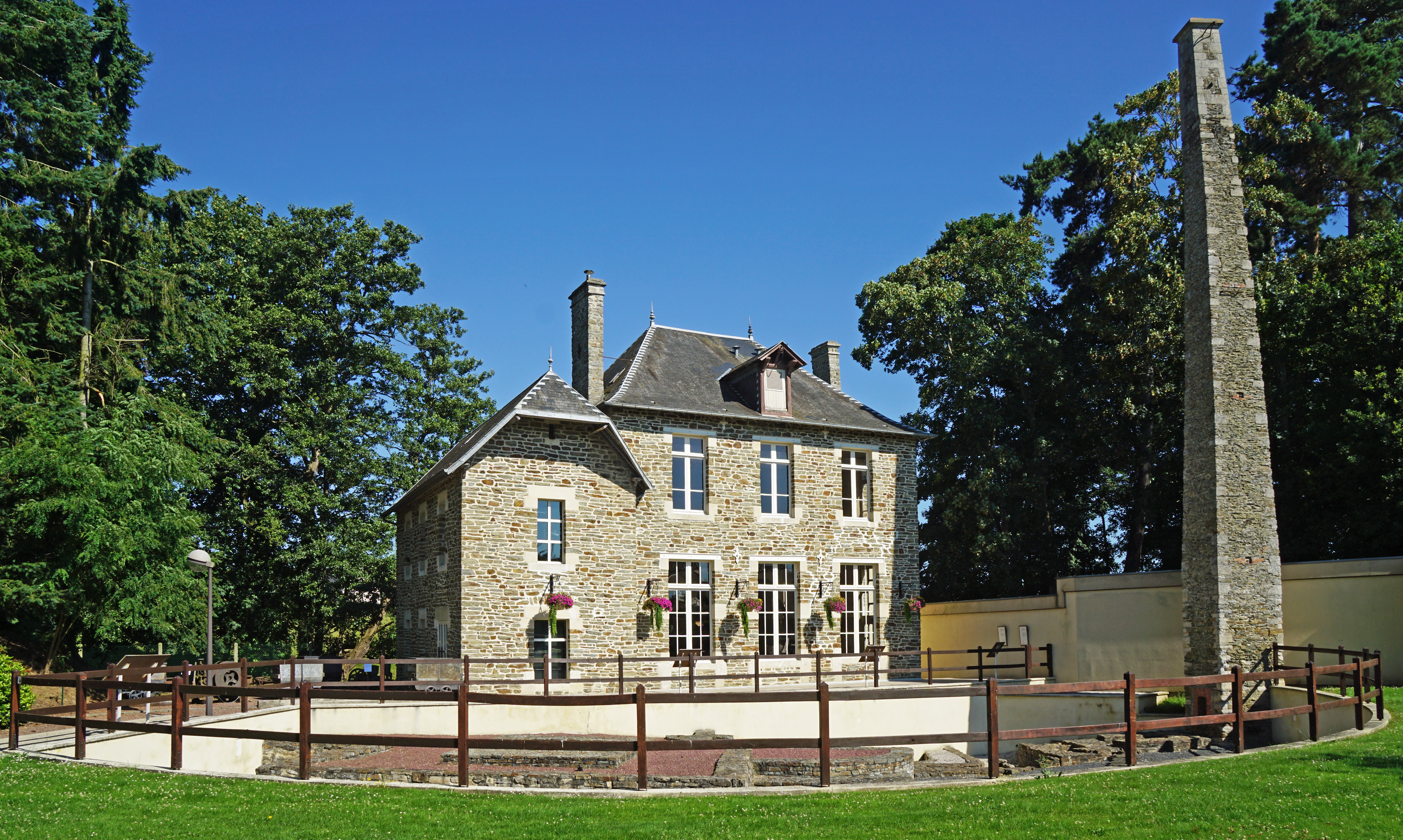
Mühle mit Museum
- Grotte Le Bel Air

- Kapelle der Mine
- Kirche Saint-Clair
- Kirche Saint-Germain
- Kapelle Saint-Nicolas
- Mine museum

## Partnergemeinden
Mit der deutschen Gemeinde Dahlenburg in Niedersachsen und der britischen Gemeinde Bovey Tracey in Devonshire (England) bestehen Partnerschaften.